# La vita segretissima di Edgar Briggs
La vita segretissima di Edgar Briggs (The Top Secret Life of Edgar Briggs) è una serie televisiva britannica del 1974.

## Storia
Si tratta di una spy-comedy creata da Bernard McKenna e Richard Laing per London Weekend, che la trasmetteva nell'area londinese.
Nel resto del Regno Unito era trasmessa da ITV).
Più che sull'azione e sull'indagine la narrazione si basa sulle situazioni comiche, sulla falsariga della serie statunitense Get Smart, a cui assomigliava.
David Jason, nella presentazione della serie, dichiarò che se questa fosse stata un flop la colpa sarebbe stata in primis sua; la critica gradì la qualità del canovaccio, apprezzando anche le pause sceniche di Jason, definito nell'occasione «un moderno Buster Keaton»; programmata contro la serie di grande successo The Brothers della BBC, tuttavia, Edgar Briggs non ebbe in patria il successo sperato e non fu riprogrammata dopo la prima e unica stagione, durata 13 episodi.
Nonostante la relativa oscurità in patria, la serie ebbe grande successo all'estero, tanto che ITV ricevette per lungo tempo lettere degli ammiratori da Oltremanica.
ITV fu più volte sul punto di riproporre una nuova stagione, ma David Jason si oppose sempre a una riedizione dello show e financo alla riproposizione dei vecchi episodi; benché sempre rifiutatosi di giustificare tale diniego, un suo collega avanzò l'ipotesi che all'epoca Jason fosse ancora un attore grezzo e non volesse dare troppa pubblicità a quel periodo della sua attività.

## Trama
La serie ruota intorno alle vicende di Edgar Briggs, funzionario del servizio segreto britannico che, per errore burocratico, è assegnato all'incarico di assistente del direttore del servizio.
A dispetto della sua completa inettitudine e goffaggine, Briggs riesce invariabilmente a risolvere casi apparentemente intricati e ad assicurare alla legge traditori, informatori e spie che ogni volta mettono in pericolo la sicurezza.

## Episodi
| Stagione       | Episodi | Prima TV Regno Unito | Prima TV Italia |
| -------------- | ------- | -------------------- | --------------- |
| Prima stagione | 13      | 1974                 | 1977            |

## Distribuzione
La serie fu in onda nel Regno Unito tra settembre e dicembre 1974 (la première fu il 15 settembre.
In Italia giunse tre anni più tardi, nell'estate del 1977, e fu programmata dalla Rai in seconda serata del sabato.
Grazie alla durata inferiore alla mezz'ora di ciascun episodio (in genere andava in onda dalle 21:35 alle 22), fu anche spesso usata come c.d. "tappabuchi", specie nelle repliche che andarono in onda a più riprese fino al 1980.
La serie fu poi passata a Tele Monte Carlo che la ripropose durante gli anni ottanta anche se, vista la corta vita che ebbe, rimase sostanzialmente misconosciuta.